# 강경호 (소설가)
강경호(姜慶浩 1950~ )는 동국대학교 불교학과와 국어국문학과를 졸업하였다.
1984년 장편소설 《그날 이전》으로 문단에 나왔고, 사) 한국소설가 협회 법정이사 및 상임이사, 한국문협 이사를 역임 했다.

## 주요 작품
- 장편《그날 이전》1984. 11. 도서출판 청한
- 장편《에델바이스》1988. 11. 홍익제
- 장편《천상의 묵시록1》1997. 5. 6. 세명문화사
- 장편《천상의 묵시록2》1997.5. 10. 세명문화사
- 장편《포세이돈의 후예들》1998. 7. 찬섬
- 장편《푸른 밤 붉은 수레》2019. 3. 푸른사상사
- 장편《관용》2022.1. 20. 푸른사상사
- 소설집《조문시에서 7일》2014. 4. (푸른사상사) 수록 작품은 중편〈옴마나스의 꿈〉 과,
- 단편 〈죽은자들〉, 〈이스파한의 장미〉, 〈어둠속에서〉, 〈삼송역에서〉, 〈한국역에서 에피소드 셋〉, 〈조문시에서 7일〉 와 〈썩은 사과〉(부산일보 (2003. 4.)등이 있다.

― 장편작들이 모험이나 공상, 낭만, 역사 등 소재가 다양한 반면, 단편작들은 현실 사회의 마이너리티인 노동자의 고단한 삶의 궤적이나
비극적 운명을 그리고 있다.
〈죽은자들〉은 고소 작업을 하는 도비(설치공)들의 삶과 죽음의 현장 이야기이며, 〈이스파한의 장미〉는 70년대 이란의 격동기에서
비극적 삶을 마감한 연인들의 사랑을 다뤘다.
〈어둠속에서〉는 광산 사고로 갱속에 매몰된 한 소년 광부의 삶에 대한 갈망과 밝은 세상의 그리움을 그린 실존작이며, 세월호 참사로 짧은 생을 마감한
어린 영령들의 슬픔과 고통을 반영한다고 하겠다.
지하철 계단에서 머무는 한 노숙자의 신상을 다룬,〈삼송역에서〉는 안정감 있는 서사와 차분한 내레이션, 깊은 사색이 어우러져 격조 높은 작품으로 평가 받고 있다.
삼송역에서〉는 시간과 공간이 주제이며, 만남과 헤어짐이라는 역의 상징성과 등장인물들인 나(미래), 노숙자(현재), 의문의 여성(과거) 삼세를 통해 시공의 연관성과
인연을 의미를 일깨우고 있다.
〈조문시에서 7일〉은 국고 보조금을 타내기 위해 반정부 활동을 일삼는 사이비 시민운동가들을 희극적으로 풍자한 소설이다.
중편 〈옴마나스의 꿈〉은 기원을 전후해 한때 번성했던 중앙아시아의 한 도시 국가가 모래속에 파묻혀 사라져야 했던 이야기이다.
〈한국역에서 에피소드 셋〉은 각각 성폭행과 치정살인, 연예인의 자살을 다룬 옴니버스 형식의 작품.

― 주요 칼럼(시론)은
<소설의 위기, 소설가의 위기>2006.8. 3. <문학인 회관이 필요하다>2006. 8. 7. <한국문학을 위한 고언> 2009. 8. 7. 등 조선일보 시론 및 칼럼,
<총선 나선 정치인-시민운동가 '국민'이라는 용어 남발 말라> 2012. 3. 27. 동아일보 칼럼(기고),
<한국문학, 쇠멸하고 말 것인가> 2010. 9. 18. 한겨레 사설. 칼럼(기고),
<대한민국 예술원은 개혁돼야 한다> 문학저널 칼럼 2008. 7. 등 과,
<사람의 도리, 부모의 도리> 2012. 5. 4.조선일보 에세이 등이 있다.

― 이력
대림산업(주) 말레이시아 현장(M,LNG, 사라왁 빈투루 1980.3. 18.)노사협의회 근로자 측 위원장